# Воронина, Тамара Никитична
Тама́ра Ники́тична Воро́нина (род. 11 октября 1936, Челябинск) — артистка Свердловской филармонии, народная артистка Российской Федерации (2007).

## Биография
С отличием окончила Челябинское музыкальное училище, потом Уральскую государственную консерваторию им. Мусоргского по специальности «Фортепиано».
Также окончила Свердловское театральное училище по специальности «Актер драматического театра» и «Школу чтеца» у заслуженного деятеля РСФСР, профессора Ю. В. Катин-Ярцева.
Артистка Свердловской филармонии; художественный руководитель театра Слова (г. Екатеринбург).
В 2011 году подала прошение на имя Главы Российского Императорского Дома Великой Княгини Марии Владимировны о принятии «Театра слова» под Высочайшее Покровительство; получила согласие.
Главные темы творческой жизни актрисы — циклы:
- «А. С. Пушкин»,
- «Серебряный век»,
- «Россия. Романовы. Урал».

## Награды
- 1984 — заслуженная артистка РСФСР.
- 2007 — народная артистка России.
- Премия Губернатора Свердловской области,
- Лауреат Всероссийского конкурса чтецов «Пушкинские чтения»,
- Обладатель «Золотого Диплома» Международного театрального фонда «Золотой Витязь»,
- Лауреат I и II Международного фестиваля «Театр у микрофона» (СТД и РГРК «Голос России»),
- Награждена медалями: «Патриот России», «Святая Анна», «Юбилей Всенародного подвига 1613—2013 гг» к 400-летию Дома Романовых.